# Medusa Peak
Medusa Peak är en bergstopp i Antarktis. Den ligger i Östantarktis. Australien gör anspråk på området. Toppen på Medusa Peak är 1 700 meter över havet.
Terrängen runt Medusa Peak är kuperad åt nordost, men åt sydväst är den platt. Trakten är obefolkad. Det finns inga samhällen i närheten.